# Кайнары (Украина)
Кайнары (укр. Кайнари) — село, входит в Яготинский район Киевской области Украины.
Население по переписи 2001 года составляло 111 человек. Почтовый индекс — 07740. Телефонный код — 4575. Занимает площадь 0,2 км². Код КОАТУУ — 3225581403.

## Местный совет
Село относится к Дворковщинскому сельскому совету.
Адрес местного совета: 07740, Киевская обл., Яготинский р-н, с. Дворковщина, ул. Центральная, 13.